# Ilias Koltchak Pacha
Pour les articles homonymes, voir Koltchak.
Ilias Koltchak Pacha (en alphabet cyrillique : Илиас Колчак паша, mort en 1743 à Jytomyr) est un chef militaire de la Moldavie, ancêtre de l'amiral Alexandre Vassilievitch Koltchak et fondateur de la famille Koltchak en Russie impériale.

## Biographie

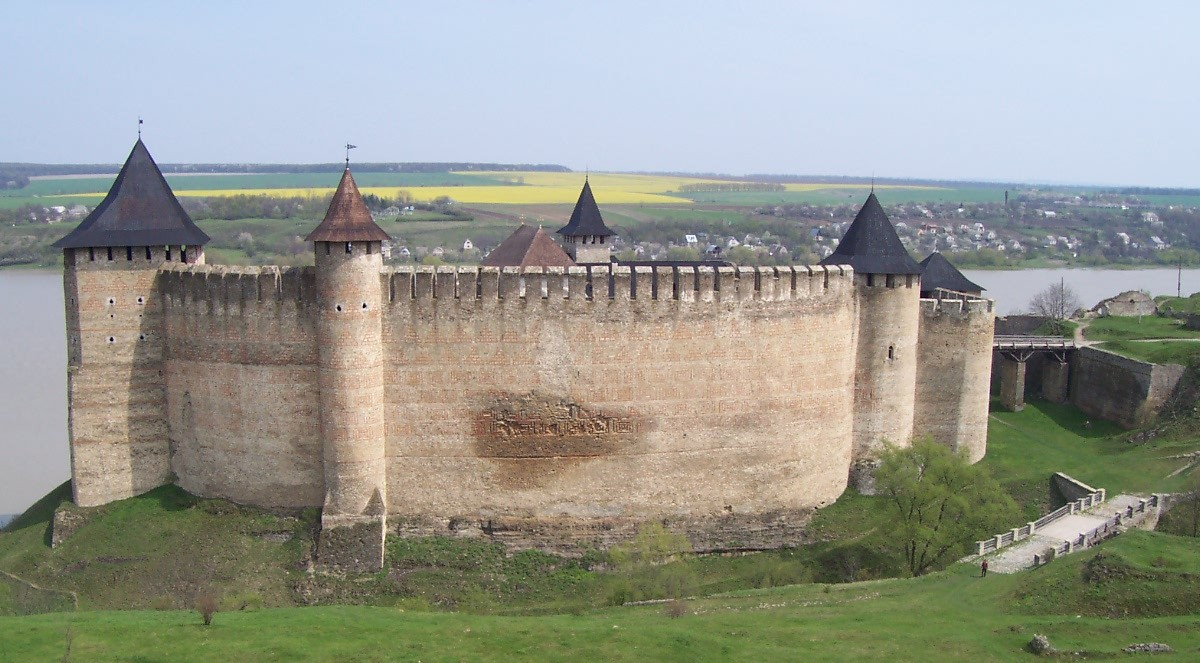
Forteresse de Khotyn (aujourd'hui en Ukraine)

Ilias Koltchak Pacha naquit en Moldavie à une date non déterminée. Selon Ivan Nikoulitchev, Ilias Koltchak fut un serbe dont le pays natal fut la Bosnie. En qualité de mercenaire, il servit l'Empire ottoman. En Bosnie, prenant le nom d'Hussein, il se convertit à l'Islam. Il participa à la guerre russo-turque de 1710-1711. Au cours de ce conflit, il fut promu colonel ( Bölükbaşı l'équivalent de colonel dans l'Armée ottomane) (1711). En 1717, le sultan turc Ahmet III lui accorda le titre de Koltchak Pacha. La même année, le monarque turc lui confia le commandement de la Forteresse de Khotin où il servit durant vingt-deux années. Selon certaines sources, il aurait été nommé vizir en 1734 ou 1736, mais il occupa cette fonction pendant une courte période
Au cours de la guerre russo-turque de 1736-1739, Koltchak Pacha fut nommé commandant des forces turques sur le front moldave, mais les premières opérations militaires se déroulèrent en Crimée, il ne prit donc aucune part active aux combats. En 1738, lorsque les combats se déplacèrent dans la partie méridionale de la rivière Boug, le commandement de l'Armée ottomane fut confié à Veli-Pacha, Koltchak Pacha fut de nouveau chargé de la défense de la forteresse de Khotin.

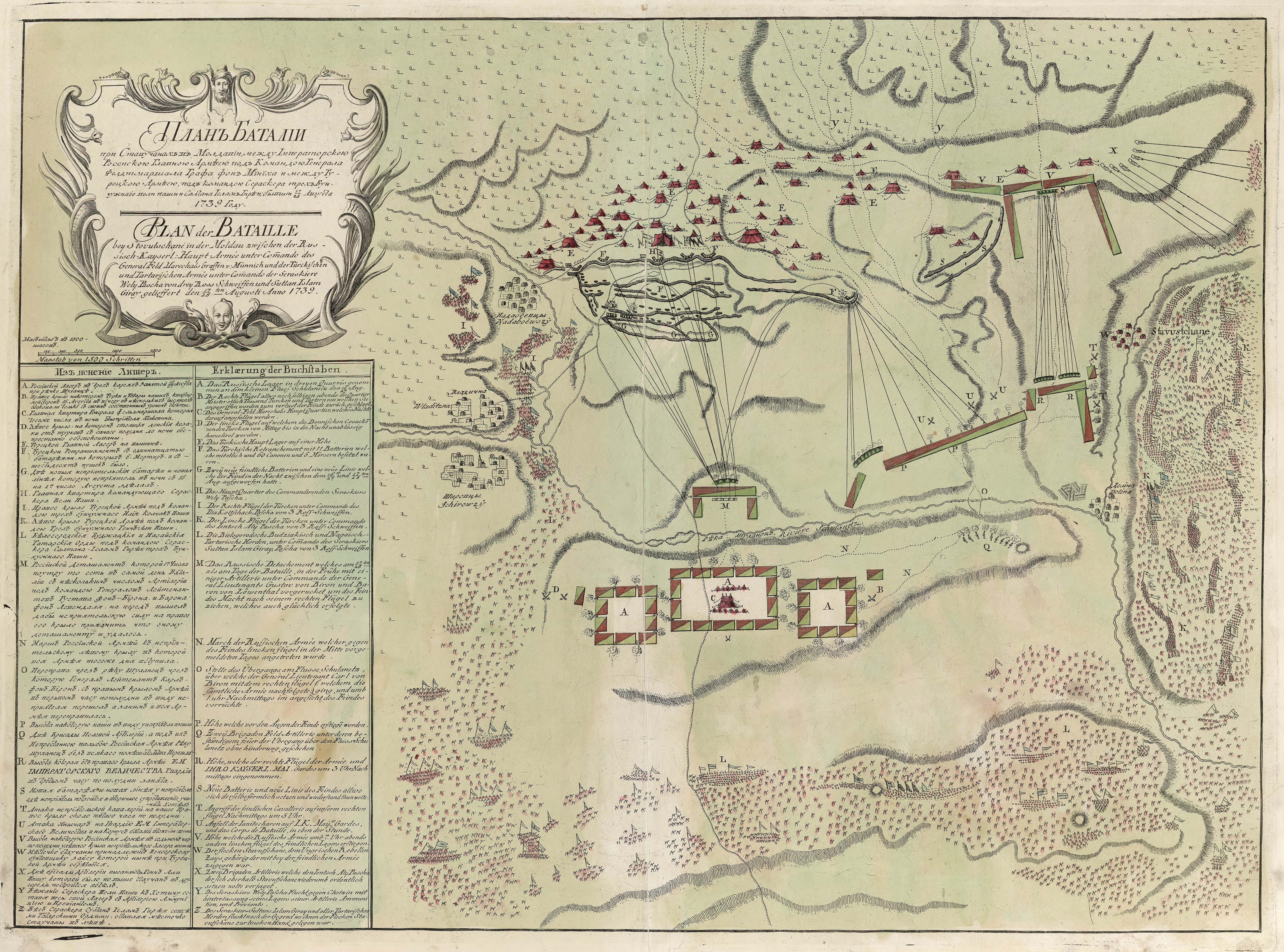
Plan de la bataille de Stavuchany le 28 août 1739

Peu de temps après la défaite des forces turques à la bataille de Stavuchany, le 28 août 1739, le maréchal Burckhardt Christoph von Münnich vint assiéger la forteresse de Khotin. Koltchak Pacha ne disposait que de 900 hommes face à une armée russe composée de plus de 60 000 soldats. Koltchak Pacha accepta les conditions de reddition imposées par le maréchal russe. Le 30 août 1739, Ilias Koltchak Pacha et son fils, Mehmet Bey se rendirent. Ils furent retenus prisonniers à Saint-Pétersbourg. Après la signature du traité de Belgrade (18 septembre 1739), Koltchak Pacha prit la décision de retourner en Turquie, mais sur la route, l'ambassadeur de Turquie l'informa d'une nouvelle inquiétante, le sultan Mahmoud I, convaincu de la trahison du pacha lors de la reddition de la forteresse de Khotin avait ordonné son exécution.
Ilias Koltchak Pacha s'installa en République des Deux Nations et se mit au service du comte polonais Joseph Potocki (1673-1751).
En 1739, il se convertit à la religion orthodoxe russe. Les rares informations concernant sa vie en Podolie et en Galice nous indiquent que le fondateur de la famille Koltchak aurait servi dans des unités militaires chrétiennes.
Il décéda en 1743 à Jytomyr.

## Descendance

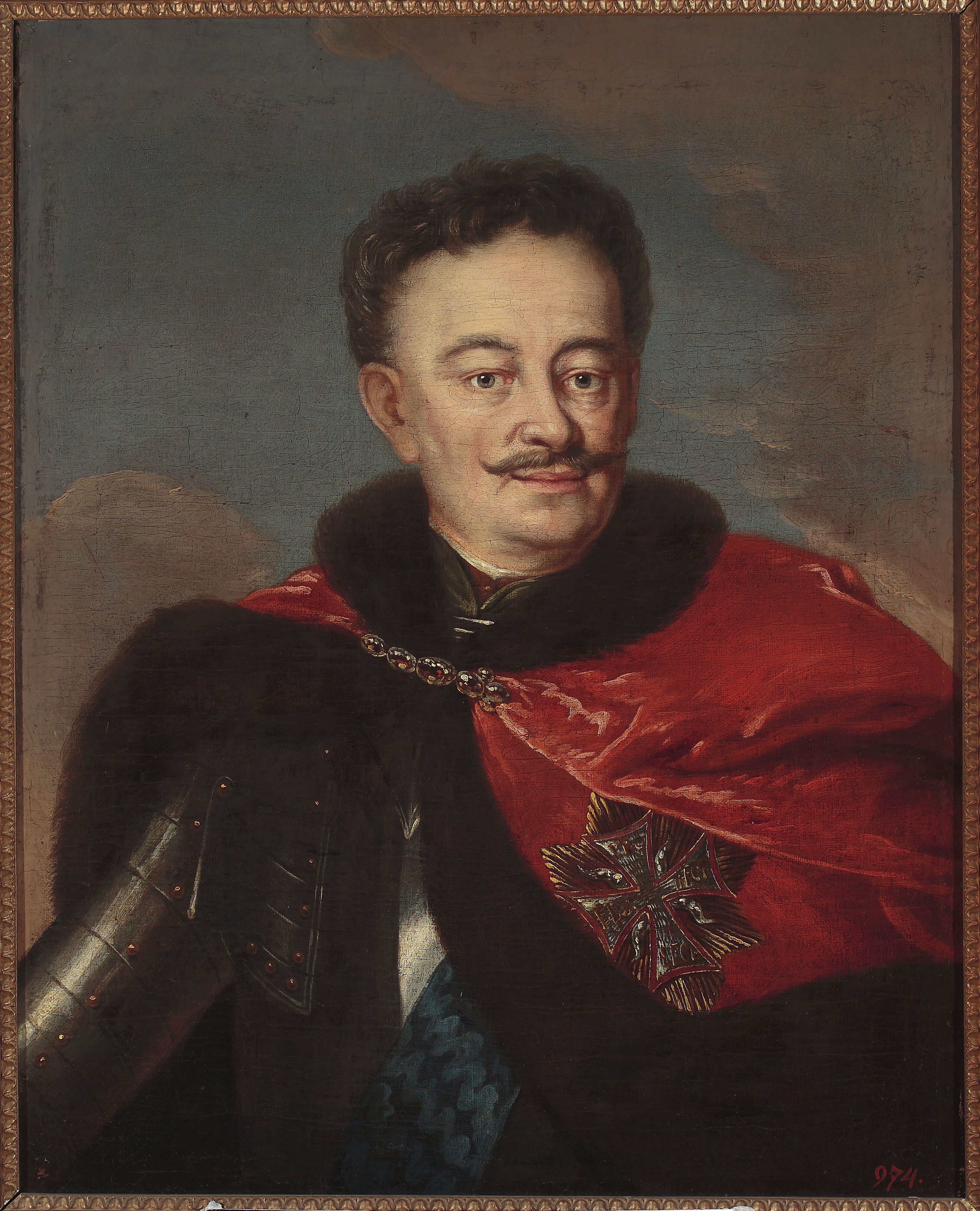
Le comte polonais Joseph Potocki

En 1743, son fils Mehmet Bey se convertit à la religion orthodoxe russe, il prêta serment à la Couronne impériale de Russie puis entra au service de l'impératrice Élisabeth Ire de Russie et fut bientôt admis dans la noblesse russe. Le petit-fils d'Ilias Koltchak Pacha, Loukian Koltchak servit dans un régiment de cosaques d'Ukraine. Sous les règnes de Catherine II, de Paul Ier et d'Alexandre Ier, dans les différents conflits, il prouva son courage et sa vaillance lors des combats, cela lui valut l'attribution du comté d'Ananievski dans la province de Kherson. Son fils aîné, Ivan Loukianovitch Koltchak préféra la fonction publique à la vie militaire. Héritier du domaine d'Ananievski, il le revendit et acquit une maison à Odessa. Ce dernier eut trois fils, dont Vassili Ivanovitch Koltchak, père du célèbre amiral et explorateur polaire Alexandre Vassilievitch Koltchak et Fiodor Loukianovitch partit à la retraite avec le grade de colonel.
De nos jours, l'un des descendants d'Ilias Koltchak Pacha vit à Paris, il s'agit d'Alexandre Rostislavovitch, petit-fils de l'amiral Koltchak et arrière-petit-fils d'Ivan Loukianovitch Koltchak. Le descendant de Fiodor Loukianovitch Koltchak vit à Saint-Pétersbourg sous le nom de Mikhaïl Vladimirovitch Aleksandrov. Ce dernier est le dernier de la lignée masculine des Koltchak à vivre en Russie.Des descendants de Fiodor Loukianovitch notamment de la lignée de son petit fils Kronid Arkadevitch vivent en France dans la région Rhone Alpes.
À plusieurs reprises, Mikhaïl Vladimirovitch Aleksandrov tenta de correspondre avec son lointain cousin Alexandre Rostislavovitch Koltchak, mais les lettres restèrent sans réponse.